# Prússia Meridional

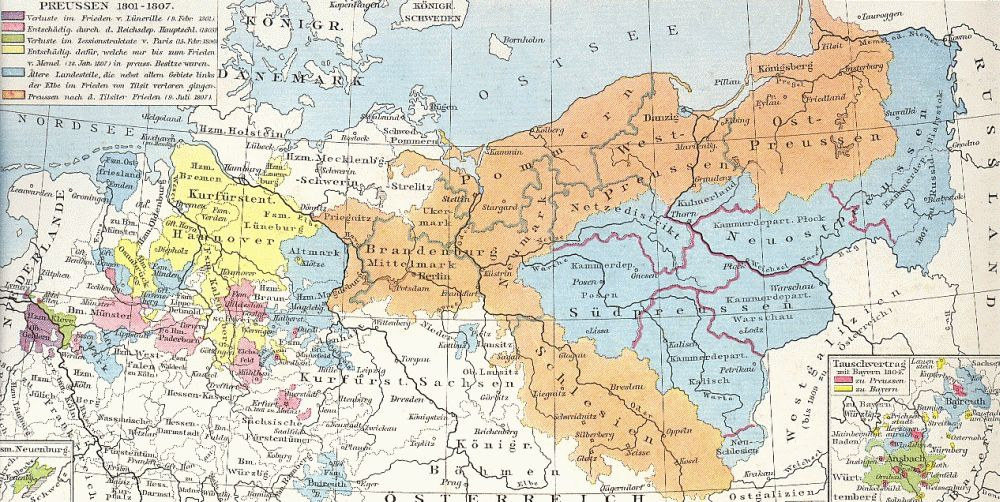
Prússia Meridional (Südpreussen) e os Departamentos de Posen, Kalisch e Warschau, 1801-1807.

Prússia Meridional (em em alemão:  Südpreußen; em polonês/polaco:  Prusy Południowe) foi uma província de  Reino da Prússia de 1793 a 1807.